# Сети II
Сети II (Userkheperure Setepenre) е древноегипетски фараон от Деветнадесета династия на Древен Египет, управлявал около 1203 пр.н.е.-1197 пр.н.е.

## Произход и управление
Син е на фараона Мернептах.
При възкачването на Сети II започва междуособна война с неговия полубрат Аменмес, който е обявен за фараон в Горен Египет и Нубия. Сети II побеждава претендента някъде около петата година от управлението си.
След почти 6-годишно управление Сети II е убит при дворцов заговор. Наследен е от малолетния си син Сиптах.